# 依田智治

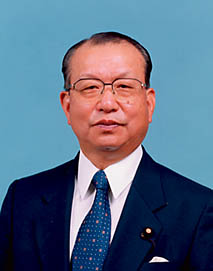

依田 智治（よだ ともはる、1932年〈昭和7年〉3月31日 - ）は、山梨県出身の元警察官僚、元参議院議員。元防衛事務次官。

## 略歴
- 甲府一高を経て
- 1958年（昭和33年） 東京大学法学部卒業。同年警察庁入庁。同期に城内康光（警察庁長官）、小池康雄（官房長）など。
- 警視庁本富士警察署長、警視庁広報課長などを経て、
- 1976年（昭和51年）8月24日 神奈川県警察本部警備部長
- 1977年（昭和52年）8月26日 警察庁警備局調査課長
- 1978年（昭和53年）4月 警察庁警備局付
- 1978年（昭和53年）8月4日 警察庁警備局警備課長
- 1980年（昭和55年）8月18日 奈良県警察本部長
- 1981年（昭和56年）11月20日 警視庁警備部長
- 1982年（昭和57年）11月27日 内閣総理大臣秘書官（中曽根内閣）
- 1985年（昭和60年）8月19日 警視庁総務部長
- 1986年（昭和61年）6月10日 防衛庁教育訓練局長
- 1987年（昭和62年）6月23日 防衛庁長官官房長
- 1989年（平成元年）6月30日 内閣官房内閣安全保障室長
- 1990年（平成2年）7月2日 防衛事務次官
- 1991年（平成3年）10月18日 退官
- 1992年（平成4年） 野村證券株式会社常任顧問
- 1995年（平成7年）7月 参議院議員（比例区、2001年（平成13年）まで、一期）。中曽根派（のち志帥会）に属した。
- 1997年（平成9年）10月22日 財団法人警察協会評議員
- 1999年（平成11年） 防衛総括政務次官（小渕内閣第2次改造内閣）
- 2002年（平成14年） 株式会社損害保険ジャパン顧問
- 2002年（平成14年） 社団法人全国自衛隊父兄会会長
- 2004年（平成16年）4月1日 財団法人警察協会監事
- 2005年（平成17年） 社団法人神奈川県警備業協会顧問